# ستيفي وندر
ستيفلاند هاردوي موريس (بالإنجليزية: Stevland Morris) (الاسم الحقيقي جودكنز، مواليد 13 مايو 1950)، يعرف مهنيًا باسم ستيفي وندر، مغني وكاتب أغاني وموسيقي ومنتج تسجيلات أمريكي. شخصية بارزة في الموسيقى الشعبية، ومن بين كُتّاب الأغاني والموسيقيين الأكثر نجاحًا في تاريخ الموسيقى. أصبح وندر من خلال استخدامه الكثيف للألات الموسيقية الإلكترونية والأصوات المبتكرة رائدًا وذي تأثير على العازفين لمختلف أنواع الموسيقى لا سيما البوب، والريذم أند بلوز، والسول، والفانك، والروك.
كُفَّ بصره بعد فترة قصيرة من ولادته، وكان طفلًا عبقريًا معروفًا باسم ستيف وندر الصغير، مما أدى به إلى التوقيع مع شركة تسجيلات موتاون تاملا في سن الحادية عشرة. في عام 1963، عندما كان يبلغ وندر 13 عامًا، تصدرت أغنيته المنفردة «فنغربرينت» المركز الأولى للأغاني التي حققت نجاحًا ساحقًا في قائمة بيلبورد لأفضل 100 أغنية، الأمر الذي جعل منه أصغر فنان يتصدر القائمة على الإطلاق. وصل نجاح وندر الحاسم إلى ذروته في السبعينيات عندما بدأ «الفترة الكلاسيكية» في 1972 مع إصدار ألبومي ميوزك أوف ماي مايند وتوكنغ بوك، ليتصدر الألبوم الأخير المرتبة الأولى بأغنية «سوبرستشن». تعد هذه الأغنية أحد الأمثلة الأبرز والأكثر شهرة لصوت أورغ هوهنر كلافينت. فازت أغنياته انرفيجنز (1973)، فولفيلنغنس فرست فينالي (1974)، سونغس إن ذا كي أوف لايف (1976) جميعها بجائزة الغرامي لألبوم العام، أصبح وندر حامل الرقم القياسي بثلاثة ألبومات ليتعادل مع فرانك سيناترا بجائزة الألبوم الأكثر فوزًا للعام. وندر هو الفنان الوحيد كذلك الذي فاز بالجائزة بثلاثة إصدارات متتالية للألبوم.
عد الكثيرون أن «الفترة الكلاسيكية» لوندر قد انتهت في 1977، والتي تميزت بأسلوبه غير التقليدي في العزف على الأورغ، ومراقبة الإنتاج الشخصية، وسلسلة من الأغاني المدمجة مع بعضها البعض ليصدر ألبوم مفاهيمي. استفاد وندر في 1979 من أوائل أجهزة الاستعيان الموسيقية في شركة كومبيوتر ميوزك ميلوديان خلال تأليفه ألبوم الموسيقى التصويرية ستيفي وندرز جرني ثرو «ذا سيكريت لايف أوف بلانتز». وكان هذا الألبوم كذلك أول تسجيل رقمي له، ومن أوائل الألبومات الشهيرة التي استخدمت التكنولوجيا، التي اعتمدها وندر في كافة تسجيلاته اللاحقة. عدت ألبومات وندر في السبعينيات مؤثرة للغاية، فقد كتب دليل سجل رولينغ ستون (1983) أنها «كانت سبّاقة في الاتجاهات الأسلوبية التي ساعدت في تحديد شكل موسيقى البوب للعقد القادم».
باع وندر ما يزيد عن 100 مليون تسجيل حول العالم، ليصبح إحدى الفنانين الموسيقيين الأكثر مبيعًا في التاريخ. وفاز بـ 25 جائزة غرامي، ليكن إحدى أكثر الفنانين تكريمًا على الإطلاق. كان أول فنان من شركة موتاون وثاني موسيقي أفريقي-أمريكي يفوز بجائزة الأوسكار لأفضل أغنية أصلية عن فيلم ذا ومن إن ريد (المرأة ذات الرداء الأحمر) الذي أنتج في 1984. دخل وندر إلى الصالة الفخرية لموسيقى ريذم أند بلوز، والصالة الفخرية للروك أند رول، والصالة الفخرية لكتاب الأغاني، كما حصل على نجمة في ممر الشهرة في هوليوود. اشتهر وندر كذلك بعمله كناشط في القضايا السياسية، لا سيما حملته عام 1980 لجعل يوم مولد مارتن لوثر كينغ الابن عطلة رسمية في الولايات المتحدة. عُين عام 2009 رسول الأمم المتحدة للسلام.

## نشأته
ولد وندر واسمه الحقيقي ستيفلاند هاردوي جودكينز في ساغيناو بولاية ميشيغان، في 13 مايو 1950، وهو الثالث من بين ستة أشقاء ولدوا لكالفن جودكينز وكاتبة الأغاني لولا ماي هاردوي. ترتب عن ولادته قبل أوانه بستة أسابيع إلى جانب البيئة الغنية بالأكسجين في حاضنة المشفى، إصابته باعتلال الشبكية عند الأطفال الخدج، يتوقف نمو العينين في هذه الحالة مما يسبب انفصال الشبكية، فأصبح كفيفًا نتيجة لذلك.
عندما كان وندر في الرابعة، تطلقت والدته من والده وانتقلت مع أطفالها إلى ديترويت، ميشيغان، حيث غنى وندر عندما كان طفل في جوقة في كنسية وايتستون المعمدانية. غيرت اسمها ليعود لولا هاردوي وغيرت فيما بعد شهرة طفلها جزئيًا إلى موريس بسبب الأقارب. بدأ بالعزف على الآلات الموسيقية في سن مبكرة، لا سيما البيانو، الهارمونيكا، والطبول. أنشأ مع صديق له شراكة غنائية، وأطلقوا على أنفسهم ستيفي وجون، عزفوا الموسيقى على نواصي الشوارع وعزفوا بين الفينة والأخرى في الحفلات والرقصات.
التحق وندر عندما كان طفلًا بمدرسة فيتزجيرالد الابتدائية. والتحق بعد إصدار الألبوم الأول له بمدرسة ميشيغان للمكفوفين.

## الألبومات[27]
- 1970 : نعيش في شخص (موتاون)
- 1970 : ستيفي وندر لايف (موتاون)
- 1995 : عجب الطبيعية (موتاون)
- 2009 : العيش في الماضي

## روابط خارجية
- ستيفي وندر على موقع IMDb (الإنجليزية)
- ستيفي وندر على موقع الموسوعة البريطانية (الإنجليزية)
- ستيفي وندر على موقع مونزينجر (الألمانية)
- ستيفي وندر على موقع ألو سيني (الفرنسية)
- ستيفي وندر على موقع ميوزك برينز (الإنجليزية)
- ستيفي وندر على موقع ميوزك برينز (الإنجليزية)
- ستيفي وندر على موقع ميوزك برينز (الإنجليزية)
- ستيفي وندر على موقع رولينغ ستون (الإنجليزية)
- ستيفي وندر على موقع قاعدة بيانات برودواي على الإنترنت (الإنجليزية)
- ستيفي وندر على موقع إن إن دي بي (الإنجليزية)